# Salem (Géorgie)
Salem est une census-designated place située dans le comté d'Upson, dans l’État de Géorgie, aux États-Unis. Lors du recensement de 2020, elle comptait 307 habitants.